# اندیس سنگ تزئینی نیارک
سنگ تزئینی نیارک یک اندیس مصالح ساختمانی است که در  استان قزوین قرار دارد و مادهٔ معدنی موجود در آن، سنگ تزئینی است.سنگ میزبان این اندیس داسیت است و دیرینگی آن به دوران ائوسن می‌رسد. 